# Карл (Німеччина)
Карл (нім. Karl) — громада в Німеччині, розташована в землі Рейнланд-Пфальц. Входить до складу району Бернкастель-Віттліх. Складова частина об'єднання громад Віттліх-Ланд.
Площа — 10,38 км2. Населення становить 208 ос. (станом на 31 грудня 2020).